# Lista de woredas da região de Gambela
Esta é a lista de woredas da região de Gambela, com base na Agência Central Estatística Etíope .

## Anuak
- Gambela
- Abobo
- Gambela Zuria
- Gog
- Dimma
- Jor

## Mezhenger
- Godere
- Mengesh

## Nuer
- Akobo
- Jikawo
- Lare
- Wentawo

## Woredas Especiais
- Itang